# Ветлянка (Астраханська область)
Ветлянка  (рос. Ветлянка) — село у Єнотаєвському районі Астраханської області Російської Федерації.
Населення становить 566 осіб (2017). Входить до складу муніципального утворення Ветлянинська сільрада.

## Історія
Населений пункт розташований на території українського етнічного та культурного краю Жовтий Клин. Від 1925 року належить до Єнотаєвського району.
Згідно із законом від 6 серпня 2004 року органом місцевого самоврядування є Ветлянинська сільрада.

## Населення
| 2002 | 2010 | 2012 | 2013 | 2014 | 2015 | 2016 |
| ---- | ---- | ---- | ---- | ---- | ---- | ---- |
| 728  | ↘609 | ↘601 | ↘582 | ↘569 | ↘565 | ↘563 |
| 2017 |      |      |      |      |      |      |
| ↗566 |      |      |      |      |      |      |